# أحمد بن سفيان الوهبي
أحمد بن سفيان الوهبي (؟؟؟ - 1285هـ/1868م) خطاط عراقي، هو أحمد بن الخطاط المعروف سفيان الوهبي، ولد في بغداد ونشأ فيها، وتخرج في فن الخط على يد والدهِ، وكان يجيد الخط إجادة تامة بضروبهِ النسخ والثلث والرقعة، ومن آثاره الخطية مخطوطة كتاب في علم الصرف من مخطوطات مكتبة الشيخ عبد الوهاب ملوكي، وكان أحمد الوهبي رجلاً صالحاً وله مواهب فنية وأجاز الكثير من الخطاطين البغداديين.

## وفاته
توفي الخطاط أحمد الوهبي في بغداد عام 1285هـ/1868م.